# 1254-es busz
Az 1254-es jelzésű távolsági autóbusz Budapest, Népliget és Kisbér, autóbusz-állomás között közlekedik. A járatot a Volánbusz üzemelteti.

## Története
2020. december 14-étől az 1253-as járat Kisbérig közlekedő menetei az 1254-es jelzést kapták, továbbá ettől kezdve ezek is érintik a móri autóbusz-állomást.

## Megállóhelyei
Az átszállási kapcsolatok között az azonos, de rövidebb (Budapest – Mór) útvonalon közlekedő 1253-as busz nincs feltüntetve. Az 1253-as buszok bizonyos indulásai érintik a Bicske, Kanizsai utca megállóhelyet.
| 0                                                                                              | Budapest, Népliget végállomás         | 137 | 1, 1A 83 254E 901, 914, 918, 950, 950A 607, 608, 616, 625, 626, 628, 629, 630, 631, 632, 633, 635, 636, 650, 653, 654, 655, 656, 657, 660, 661, 679, 705 1080, 1085, 1087, 1090, 1092, 1094, 1110, 1111, 1113, 1115, 1121, 1123, 1125, 1130, 1131, 1134, 1136, 1172, 1173, 1174, 1175, 1176, 1177, 1183, 1184, 1185, 1187, 1188, 1194, 1204, 1205, 1212, 1215, 1216, 1229, 1268 |
| A szürke hátterű megállóhelyeken Mór felé csak felszállni, Budapest felé csak leszállni lehet. |                                       |     | |
| 9                                                                                              | Budapest, Petőfi híd, budai hídfő     | 128 | 4, 6 153, 154, 212, 212A, 212B 918 1172, 1173, 1174, 1175, 1176, 1177, 1183, 1184, 1185, 1187, 1188, 1194, 1204, 1205, 1212, 1215, 1216, 1229 |
| 11                                                                                             | Budapest, Újbuda-központ              | 126 | 4, 17, 41, 47, 56, 61 33, 53, 58, 150, 150B, 153, 154, 212, 212A, 212B 918, 973, 973A 1172, 1173, 1174, 1175, 1176, 1177, 1183, 1184, 1185, 1187, 1188, 1194, 1204, 1205, 1212, 1215, 1216, 1229 |
| 16                                                                                             | Budapest, Sasadi út                   | 121 | 8E, 40, 40B, 40E, 53, 87, 87A, 88, 88A, 108E, 139, 140, 140A, 150, 150B, 153, 154, 172, 173, 187, 188, 188E, 240, 272 908, 908A, 940, 941, 972, 972B 731, 764 1172, 1173, 1174, 1175, 1176, 1177, 1183, 1184, 1185, 1187, 1188, 1194, 1204, 1205, 1212, 1215, 1216, 1229 |
| 30                                                                                             | Biatorbágy, Schachermayer             | 107 | 762, 782 (Biatorbágy, vasútállomás) S10 G10 S12 InterRégió (Biatorbágy) |
| 38                                                                                             | Herceghalom, vasútállomás bejárati út | 99  | 1251 S10 (Herceghalom) |
| 48                                                                                             | Bicske, Műszaki áruház                | 89  | 702, 760, 784, 8002, 8011, 8106, 8110, 8120, 8122, 8123, 8124, 8128 1251, 1853 |
| 56                                                                                             | Felcsút, bejárati út                  | 81  | 702, 8002, 8011, 8106, 8110, 8120, 8122, 8123 1251, 1853 |
| 60                                                                                             | Bodmér, bejárati út                   | 77  | 8002, 8120 1251 |
| 64                                                                                             | Vértesboglár, Kossuth utca            | 73  | 8002, 8120 1251 |
| 68                                                                                             | Móriczmajor, bejárati út              | 69  | 8002, 8120 1251 |
| 71                                                                                             | Csákvár, Kossuth utca 57.             | 66  | 8002, 8120 1251 |
| 72                                                                                             | Csákvár, Szabadság tér                | 65  | 8000, 8000, 8120 1251 |
| 77                                                                                             | Vaskapu dűlő                          | 60  | 8000, 8002 |
| 81                                                                                             | Zámolyi elágazás                      | 56  | 8000, 8001, 8002 1251 |
| 88                                                                                             | Csákberény, Rákóczi utca              | 49  | 8001, 8099, 8360 1251 |
| 94                                                                                             | Söréd, Kossuth utca                   | 43  | 8001, 8095, 8099, 8360 1251 |
| 98                                                                                             | Csókakői elágazás                     | 39  | 8001, 8096, 8097, 8098, 8360 1251 |
| ∫                                                                                              | Mór, kórház bejárati út               | 34  | 8001, 8096, 8097, 8098, 8354, 8355, 8360, 8365, 8370, 8373, 8381 1, 1C, 1D, 1E, 1G, 1M |
| 105                                                                                            | Mór, autóbusz-állomás                 | 32  | 8001, 8096, 8097, 8098, 8354, 8355, 8360, 8365, 8370, 8373, 8381 1, 1C, 1D, 1E, 1G, 1M |
| 106                                                                                            | Mór, kórház bejárati út               | ∫   | 8001, 8096, 8097, 8098, 8354, 8355, 8360, 8365, 8370, 8373, 8381 1, 1C, 1D, 1E, 1G, 1M |
| 107                                                                                            | Mór, Vértes Áruház                    | 28  | 8001, 8096, 8097, 8098, 8354, 8355, 8360, 8365, 8370, 8373, 8381 1, 1B, 1A, 1C, 1D, 1E, 1G, 1M |
| 120                                                                                            | Felsődobos, bejárati út               | 12  | 7021, 8096, 8624 1563, 1706, 1822 |
| 122                                                                                            | Bakonysárkány, bejárati út            | 10  | 7021 1563, 1706, 1822 |
| 131                                                                                            | Kisbér, autóbusz-állomás végállomás   | 0   | 770, 7020, 7021, 8464, 8560, 8600, 8616, 8618, 8621, 8623, 8624, 8627, 8647, 8671, 8672, 8673, 8674, 8697, 8736 1507, 1563, 1702, 1706, 1707, 1822, 1826, 1848, 1851 |